# Дубов Микола Іванович
Микола Іванович Дубов (22 жовтня (4 листопада) 1910 — 24 травня 1983) — російський радянський письменник.

## Життєпис
Народився 22 жовтня (4 листопада) 1910 року у сибірському місті Омськ. Працював на судноремонтному заводі. З 1929 працював журналістом, згодом бібліотекарем.
На початку 1930-х почав літературну діяльність.
У 1948 — 1950 його п'єси користувалися короткочасним і місцевим успіхом.
Починаючи з 1950-х років, писав прозу про юність и для юнацтва.
Після німецько-радянської війни жив в Києві.
У 1970 за роман «Горе одному» отримав Державну премію СРСР.

## Творчість
Автор п'єс «рос. У порога» (1948) і «рос. Наступает утро» (1950), повісті «рос. На краю земли» (1951), «рос. Огни на реке» (1952), «рос. Небо с овчинку» (1963), «рос. Мальчик у моря» (1963), «рос. Беглец» (1966), романа «рос. Горе одному» (книга 1, «рос. Сирота», 1955, книга 2, «рос. Жёсткая проба», 1960).
Його твори висвітлюють проблеми радянської молоді, переломні події в житті молодої людини, найчастіше — підлітка. Повісті «рос. Огни на реке» і «рос. Мальчик у моря» екранізовані.

### Переклади творів українською
- Біля порога. 1949;
- Вогні над рікою. 1953;
- Біля самітнього дерева. 1967; (повість про табір смерті «Хорольська яма»)
- Небо з макове зерно. 1971;
- Горе одному. 1977.

## Вшанування пам'яті

Меморіальна дошка Миколи Дубова на будинку Роліт у Києві

В Києві його ім'ям названо дитячу бібліотеку в Святошинському районі та встановлено пам'ятну дошку по вул. Богдана Хмельницького, 68.